# 리궈린
리궈린(李國麟, 이국린, 영문명(英文名)은 Joseph Lee, Marco Lee, 1954년 5월 9일 ~ )은 중화인민공화국 홍콩 특별행정구의 영화배우, 텔레비전 연기자, 기업가이다.

## 생애
무예에도 특기가 있는 그는 영국령 홍콩에서 출생하여 지난날 한때 포르투갈령 마카오에서 잠시 유아기를 보낸 적이 있는 그는 훗날 1973년부터 1975년까지 마카오 경찰을 지낸 바 있고 1975년 홍콩 텔레비전 드라마에서 연기자 첫 데뷔하였다. 1981년 홍콩 영화 《위험십륙세(危險十六歲)》의 단역으로 영화배우 데뷔하였다.
1992년에는 말레이시아의 텔레비전 드라마에도 2편 출연한 바 있다.